# О Лије
О Лије (фр. Haut-Lieu) насеље је и општина у североисточној Француској у региону Север-Па д Кале, у департману Север која припада префектури Авне сир Елп.
По подацима из 2011. године у општини је живело 391 становника, а густина насељености је износила 43,11 становника/km². Општина се простире на површини од 9,07 km². Налази се на средњој надморској висини од 176 метара (максималној 196 m, а минималној 152 m).

## Демографија
| 1962. | 1968. | 1975. | 1982. | 1990. | 1999. | 2011. |
| ----- | ----- | ----- | ----- | ----- | ----- | ----- |
| 414   | 415   | 401   | 442   | 458   | 540   | 391   |

График промене броја становника у току последњих година